# Freycinetia ceramensis
Freycinetia ceramensis är en enhjärtbladig växtart som beskrevs av Ugolino Martelli. Freycinetia ceramensis ingår i släktet Freycinetia och familjen Pandanaceae. Inga underarter finns listade.